# Babiana vanzijliae
Babiana vanzijliae är en irisväxtart som beskrevs av Harriet Margaret Louisa Bolus. Babiana vanzijliae ingår i släktet Babiana och familjen irisväxter. Inga underarter finns listade i Catalogue of Life.